# Scissor Seven
 Scissor Seven (llamada Killer Seven en China) es una serie animada china de comedia creada, dirigida y escrita por He Xiaofeng. Fue estrenada originalmente en 2018 sólo para China y, años después, adquirida por Netflix para su distribución en occidente, siendo así la primera animación china en ser distribuida por Netflix.

## Argumento
El torpe y arruinado Seven intenta convertirse en un asesino profesional y abre una barbería en Chicken Island como fachada, inicialmente sin saber que ya es un infame asesino profesional (amnésico).

## Personajes

### Principales
- Seven / (Wu Liuqi, 伍六七)

 Seiyū: He Xiaofeng
- Xiao Fei

 Seiyū: Zhao Han
- Dai bo

 Seiyū: Jiang Guangtao
- Thirteen / (Meihua Shisan, 梅花十三)

## Temporadas
| Temporada | Episodios | Estreno en China      | Estreno occidente        |
| --------- | --------- | --------------------- | ------------------------ |
| 1         | 14        | 25 de abril del 2018  | 10 de enero de 2019      |
| 2         | 10        | 23 de octubre de 2019 | 7 de mayo de 2020        |
| 3         | 10        | 27 de enero de 2021   | 3 de octubre de 2021     |
| 4         | 10        | 18 de enero de 2023   | 21 de septiembre de 2023 |
| 5         | 10        | 2 de octubre de 2024  |                          |